# Langwathby
Langwathby är en by (village) och en civil parish i Cumbria i nordvästra England. Orten har 748 invånare (2001). Orten ligger 8 kilometer nordöst om Penrith på väg A686 vid floden Eden.
I byn finns bland annat en lokal pub, ett postkontor, och en samlingslokal. Det finns också en skola på vägen till Little Salkeld. En järnvägsstation finns i byn, på tåglinjen Settle-Carlisle Line.
Langwathby civil parish inkluderar även den närliggande byn Edenhall vilken var en självständig civil parish fram till 1934.

## Etymologi
Langwathby kan översättas till Long (Lang) ford (wath) village (by) vilket refererar till floden Eden som går längs kanten av byn.

## Industri
Langwathby har kycklingindustri, äggförpackning och kraftfodertillverkning. I Barbary Plains, strax utanför Edenhall, fanns tidigare en cementfabrik tidigare ägd av Hanson plc som idag ägs av RMC Group, en del av Cemex.